# Mafioso rap
El rap mafioso es un subgénero de rap y hip hop que surgió a finales de los 80 y prosperó a mediados de los 90. Es la extensión pseudo-mafiosa del rap hardcore de la costa este. A diferencia del rap consciente, que pretende representar de manera realista la vida urbana  en las calles, los raperos mafiosos narran historias sobre crimen organizado, la autoindulgencia, con multitud de referencias a drogas duras, así como a licores caros o la marihuana, a la ropa de diseño, y a otros lujos. También se hacen constantes referencias a numerosas a organizaciones notorias del crimen organizado italianas, incluyendo la familia y la Cosa Nostra de Gambino. Las narrativas fantasiosas y ficticias de los raperos mafiosos son a menudo versiones adaptadas de las novelas de suspenso clásicas del crimen organizado como Bonnie y Clyde, El padrino o películas como Goodfellas, Casino, El rey de Nueva York y Scarface. Hay, por lo tanto, una idealización de las figuras del crimen organizado del alto nivel, como los gánsteres legendarios de los años 20 y de los años 30 tales como Al Capone, Frank Costello, Lucky Luciano, así como a los narcotraficantes de América Latina (incluyendo a Pablo Escobar).

## Representantes destacados del mafioso rap
- Notorious B.I.G.
- Kool G Rap
- Scarface
- AZ
- Big Pun
- Capone-N-Noreaga
- Raekwon
- C.A
- Arrano Pertxa eta Lengu Iluna

- Datos: Q9302696